# انیش‌دیبی
انیش‌دیبی Enişdibi) یک منطقه مسکونی در جمهوری آذربایجان است که در شهرستان اسماعیل‌لی واقع شده است.